# (100226) 1994 PJ16
(100226) 1994 PJ16 es un asteroide perteneciente al cinturón de asteroides, descubierto el 10 de agosto de 1994 por Eric Walter Elst desde el Observatorio de La Silla, Chile.

## Designación y nombre
Designado provisionalmente como 1994 PJ16.

## Características orbitales
1994 PJ16 está situado a una distancia media del Sol de 2,759 ua, pudiendo alejarse hasta 3,320 ua y acercarse hasta 2,198 ua. Su excentricidad es 0,203 y la inclinación orbital 2,852 grados. Emplea 1674 días en completar una órbita alrededor del Sol.

## Características físicas
La magnitud absoluta de 1994 PJ16 es 15,6. Tiene 4,056 km de diámetro y su albedo se estima en 0,068.